# Ника (мифология)

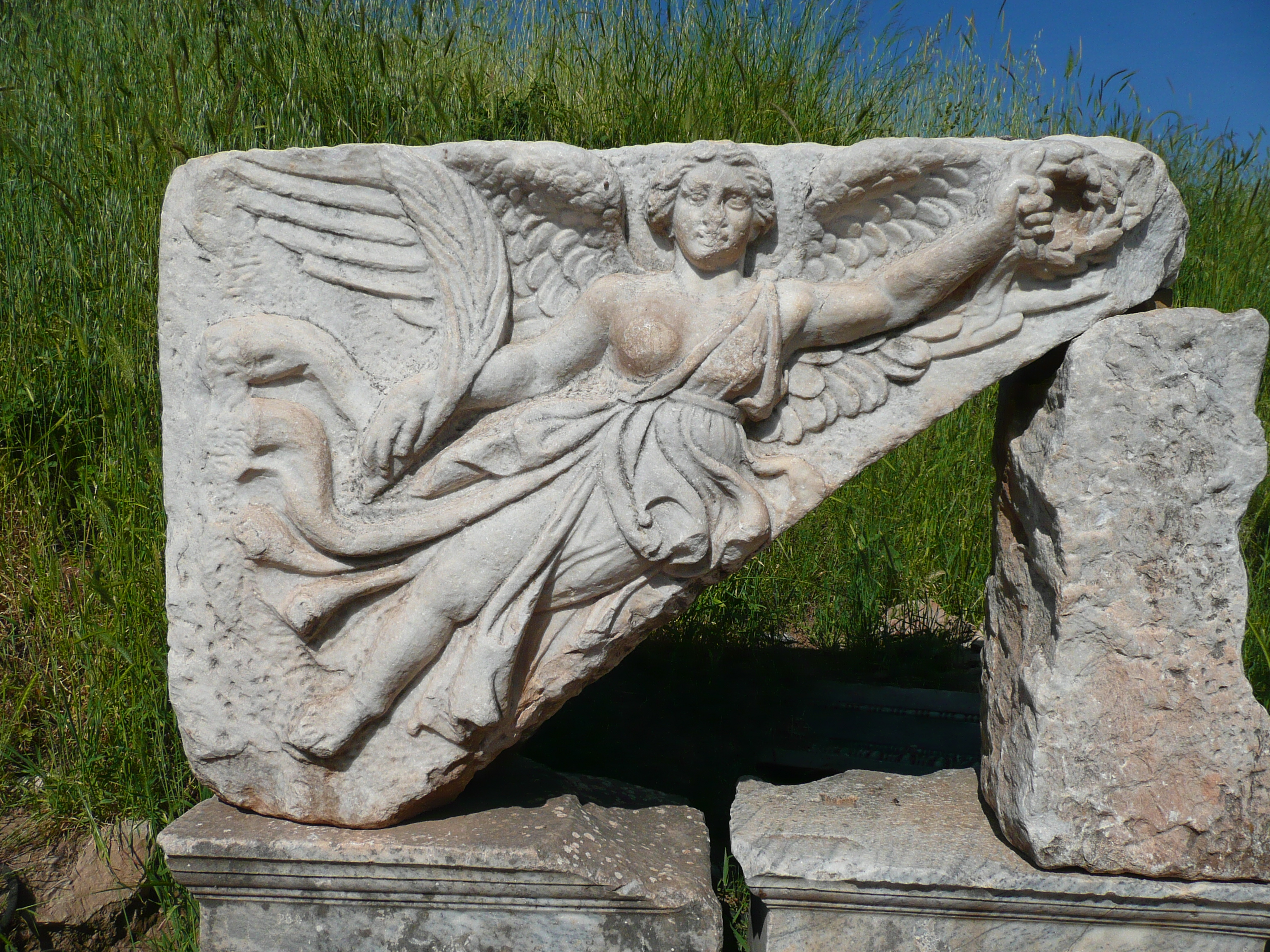
Резьба по камню богини Ники на руинах древнего города Эфес

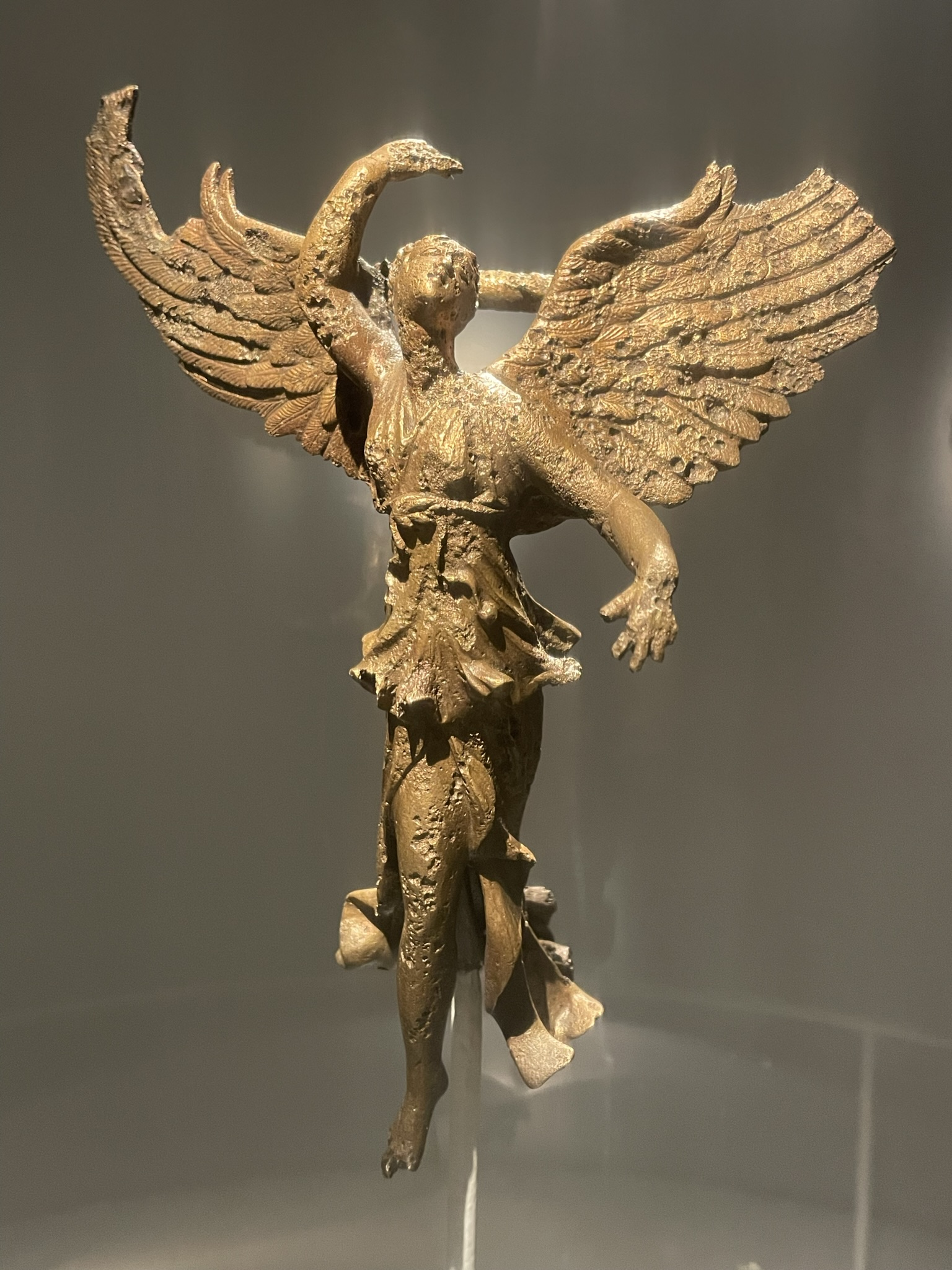
Статуэтка богини Ники, найденная в Вани, Грузия

Ни́ка (Ни́ке; др.-греч. Νίκη) — в древнегреческой мифологии богиня победы, изображается крылатой, с венком и пальмой.
В римской мифологии ей соответствует богиня Виктория.

## Происхождение имени
Слово νίκη (nikē) имеет неопределенную этимологию. Предполагают его догреческое происхождение. Его также связывают с праиндоевропейским *neik- (neikos «атаковать»), что делает его схожим с греческим νεῖκος (neikos «рознь») и литовским ap-ni̇̀kti («атаковать»).

## Семья
Ника — дочь титана Палланта и Стикс. Сестра Зела, Кратоса и Бии. По аркадскому преданию, дочь Палланта (сына Ликаона), воспитывалась вместе с Афиной. Союзница Зевса в его борьбе с титанами и гигантами; поэтому боги клянутся водой её матери Стикс.

## Мифология
Ника, а также её сестры были ближайшими сподвижниками Зевса, верховного божества древнегреческого пантеона. Согласно классическому мифу, Стикс привела своих детей к Зевсу, когда бог набирал союзников для Титаномахии против старых божеств. Ника взяла на себя роль божественного колесничего — в этом образе она часто изображается в классическом греческом искусстве. Ника облетала поля битвы, награждая победителей почетом и славой в образе венка из лавровых листьев.
Являясь приспешницей победы, Ника сопровождает Афину Парфенос, представительницу высшей мировой всепобеждающей силы.

## Изображения и символика
Как символ успешного результата и счастливого исхода, Ника участвует во всех военных предприятиях, в гимнастических и музыкальных состязаниях, во всех религиозных торжествах, совершаемых по случаю успеха. Она всегда изображается крылатой или в позе быстрого движения над землёй; её атрибуты — повязка и венок, позднее также пальма; далее — оружие и трофей. У скульпторов Ника или участвует на празднике при жертвоприношении, или является вестницей победы, с атрибутом Гермеса — посохом.
Она то ласково кивает головой победителю, то парит над ним, увенчивая его голову, то ведёт его колесницу, то закалывает жертвенное животное, то складывает из неприятельского оружия трофей (на балюстраде храма Афины-Ники в Афинах). Изваяние Ники сопровождало статуи Зевса Олимпийского и Афины Парфенос.
В Афинах находится храм Ники Аптерос. Её изображали в руке у Зевса или Афины. Ей посвящён XXXIII орфический гимн.

## Современность

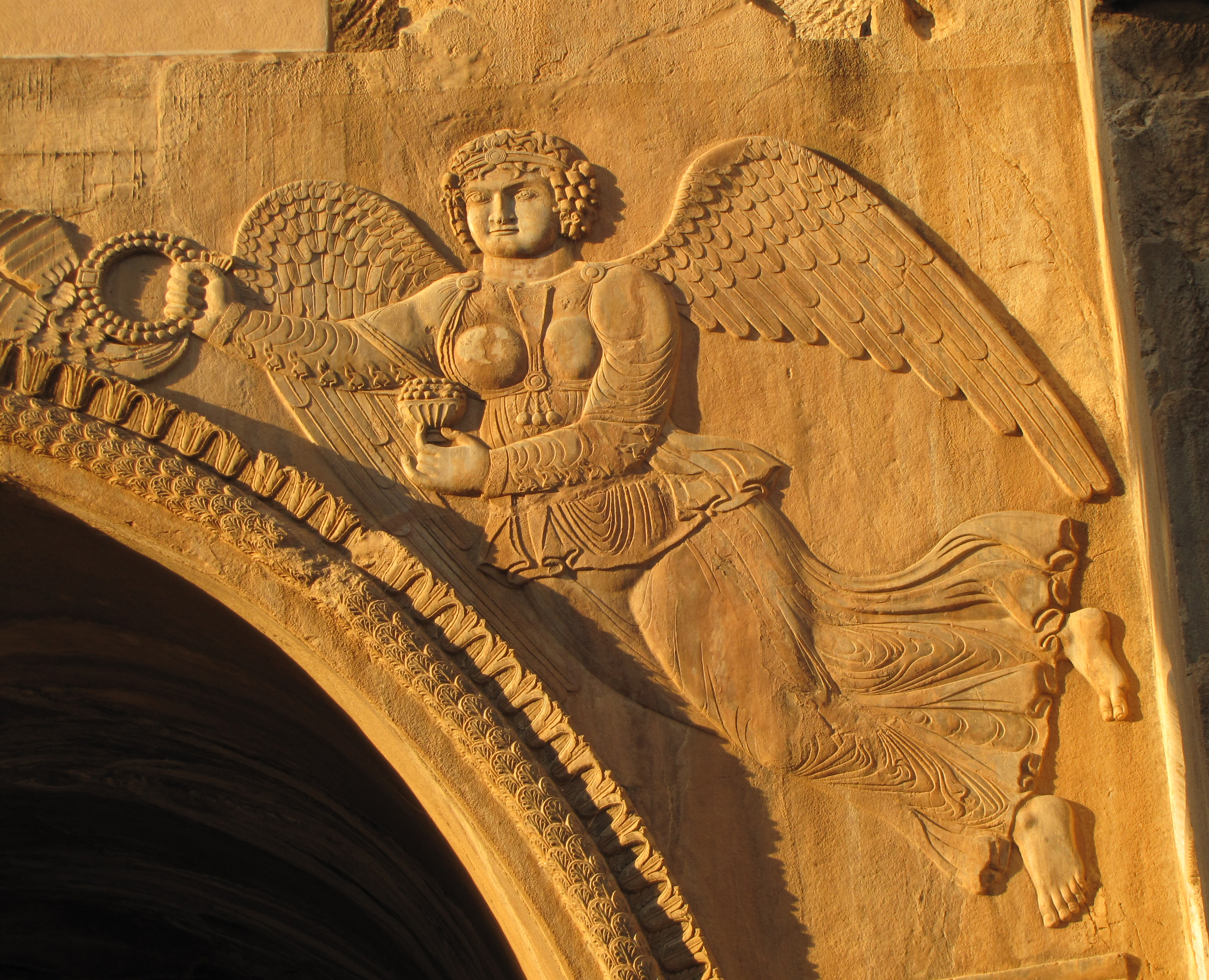
Ника в Так-е Бостане, Иран

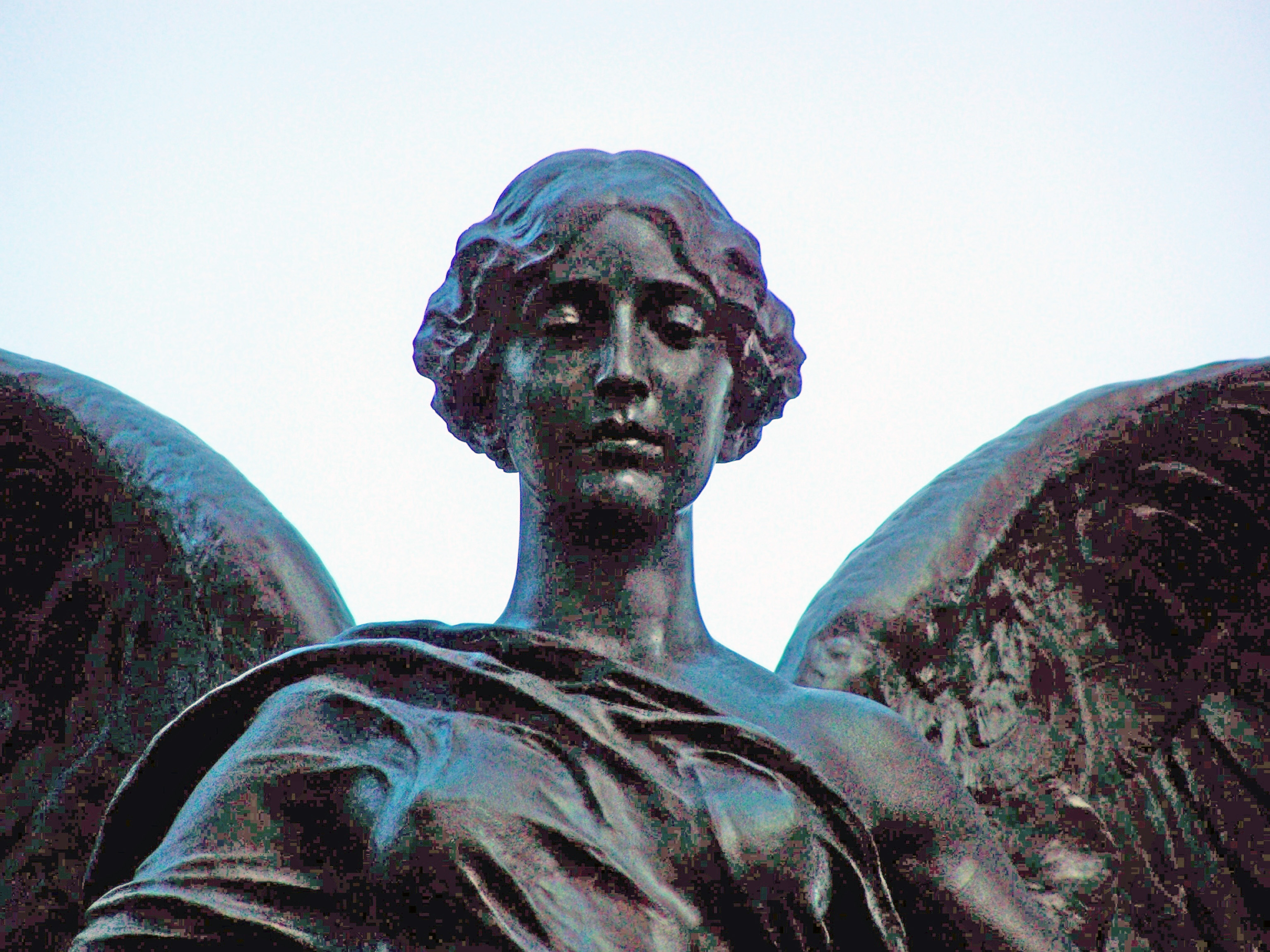
Статуя богини Ники на Мемориал инженеров Титаника, Саутгемптон

Изображение богини победы присутствует на Олимпийских медалях.
С 1923 года изображение богини, используется как украшение капота автомобилей Rolls-Royce Motors. Статуетка называется «Дух экстаза».
В честь Ники назван астероид (307) Ника, открытый в 1891 году.
От имени богини Ники происходит название известной американской компании Nike.
При создании логотипа Honda создатель компании — Соитиро Хонда — был вдохновлен мотивами греческой богини победы.